# (1372) Haremari
(1372) Haremari ist ein Asteroid des Asteroiden-Hauptgürtels. Er wurde am 31. August 1935 von Karl Wilhelm Reinmuth entdeckt.
Benannt wurde er zu Ehren beliebter Schauspielerinnen und der Freundinnen einiger Mitarbeiter des Astronomischen Rechen-Instituts (ARI) in Heidelberg, dem „Harem des ARI“.
Haremari bewegt sich wahrscheinlich auf einer Hufeisenumlaufbahn mit (1) Ceres um die Sonne. Sein Orbit ist 16,4° gegen die Ekliptik geneigt, die Bahnexzentrizität beträgt 0,15.